# Al Aarons
Albert Aarons (Pittsburgh, 23 de marzo de 1932-Laguna Woods17 de noviembre de 2015) fue un trompetista de jazz estadounidense.  

## Biografía
Nació en Pittsburgh, Pensilvania, y se graduó en la Universidad Estatal Wayne en Detroit.  Comenzó a llamar la atención como trompetista en 1956 y comenzó a trabajar con el artista de jazz Yusef Lateef y el pianista Barry Harris en la última parte de esa década en Detroit. Después de un período tocando con el organista de jazz Wild Bill Davis, tocó la trompeta en la Count Basie Orchestra de 1961 a 1969.
En la década de 1970, Aarons trabajó como acompañante de las cantantes Sarah Vaughan y Ella Fitzgerald, y del saxofonista Gene Ammons. También contribuyó al jazz fusión, tocando en School Days con Stanley Clarke, y aparece con Snooky Young en el álbum clásico de 1976 Bobby Bland y BB King Together Again... Live.

## Discografía

### Como líder
- Al Aarons & the L.A. Jazz Caravan (LOSA, 1996?)[1]

### Como acompañante
Con Gene Ammons
- Free Again (Prestige, 1971)

Con Count Basie
- The Legend (Roulette, 1961)
- Back con Basie (Roulette, 1962)
- Basie in Sweden (Roulette, 1962)
- On My Way &amp; Shoutin' Again! (Verve, 1962)
- This Time by Basie! (Reprise, 1963)
- More Hits of the 50's and 60's (Verve, 1963)
- Pop Goes the Basie (Reprise, 1965)
- Basie Meets Bond (United Artists, 1966)
- Live at the Sands (Before Frank) (Reprise, 1966 [1998])
- Sinatra at the Sands (Reprise, 1966) con Frank Sinatra
- Basie's Beatle Bag (Verve, 1966)
- Broadway Basie's...Way (Command, 1966)
- Hollywood...Basie's Way (Command, 1967)
- Basie's Beat (Verve, 1967)
- Basie's in the Bag (Brunswick, 1967)
- The Happiest Millionaire (Coliseum, 1967)
- Half a Sixpence (Dot, 1967)
- The Board of Directors (Dot, 1967) con The Mills Brothers
- Manufacturers of Soul (Brunswick, 1968) con Jackie Wilson
- The Board of Directors Annual Report (Dot, 1968) con The Mills Brothers
- Basie Straight Ahead (Dot, 1968)
- How About This (Paramount, 1968) con Kay Starr
- Standing Ovation (Dot, 1969)

Con Brass Fever
- Time Is Running Out (Impulse!, 1976)

Con Kenny Burrell
- Both Feet on the Ground (Fantasy, 1973)

Con Frank Capp
- Live at the Century Plaza (Concord, 1972)

Con Buddy Collette
- Blockbuster (RGB, 1973)
- Jazz for Thousand Oaks (UFO-Bass, 1996)

Con Ella Fitzgerald
- Ella and Basie! (Verve, 1963)

Con Benny Golson
- Killer Joe (Columbia, 1977)

Con Eddie Harris
- How Can You Live Like That? (Atlantic, 1976)

Con Gene Harris
- Nexus (1975)

Con Milt Jackson
- Memphis Jackson (Impulse!, 1969)

Con Carmen McRae
- Can't Hide Love (Blue Note, 1976)

Con Essra Mohawk
- Primordial Lovers (Reprise, 1970)

Con Zoot Sims y la Orquesta Benny Carter
- Passion Flower: Zoot Sims Plays Duke Ellington (1979) - Al Aarons, Oscar Brashear, Bobby Bryant, Earl Gardner, J.J. Johnson, Grover Mitchell, Benny Powell, Britt Woodman, Marshal Royal, Frank Wess, Buddy Collette, Plas Johnson, Jimmy Rowles, John Collins, Andy Simpkins, Grady Tate, Benny Carter (arr, cond) Hollywood, CA, 14 de agosto de 1979

Con Frank Wess
- Southern Comfort (Prestige, 1962)

Con Gerald Wilson
- Calafia (Trend, 1985)